# 哈爾特山 (南極洲)
哈爾特山（英語：Mount Hart），是南極洲的山峰，位於維多利亞地的博克格雷溫克海岸，處於奇德山西北面4公里，屬於阿德默勒爾蒂山脈的一部分，美國地質調查局根據測量和美國海軍拍攝的空中照片繪入地圖，現時由南極條約體系管理。